# 小行星6850
小行星6850是一颗围绕太阳公转的小行星。1981年8月28日，亨利·德波鸿诺在拉西拉天文台发现了此天体。
这颗小行星的绝对星等为247.9634159087113等。